# ルイ・トゥルスリエ

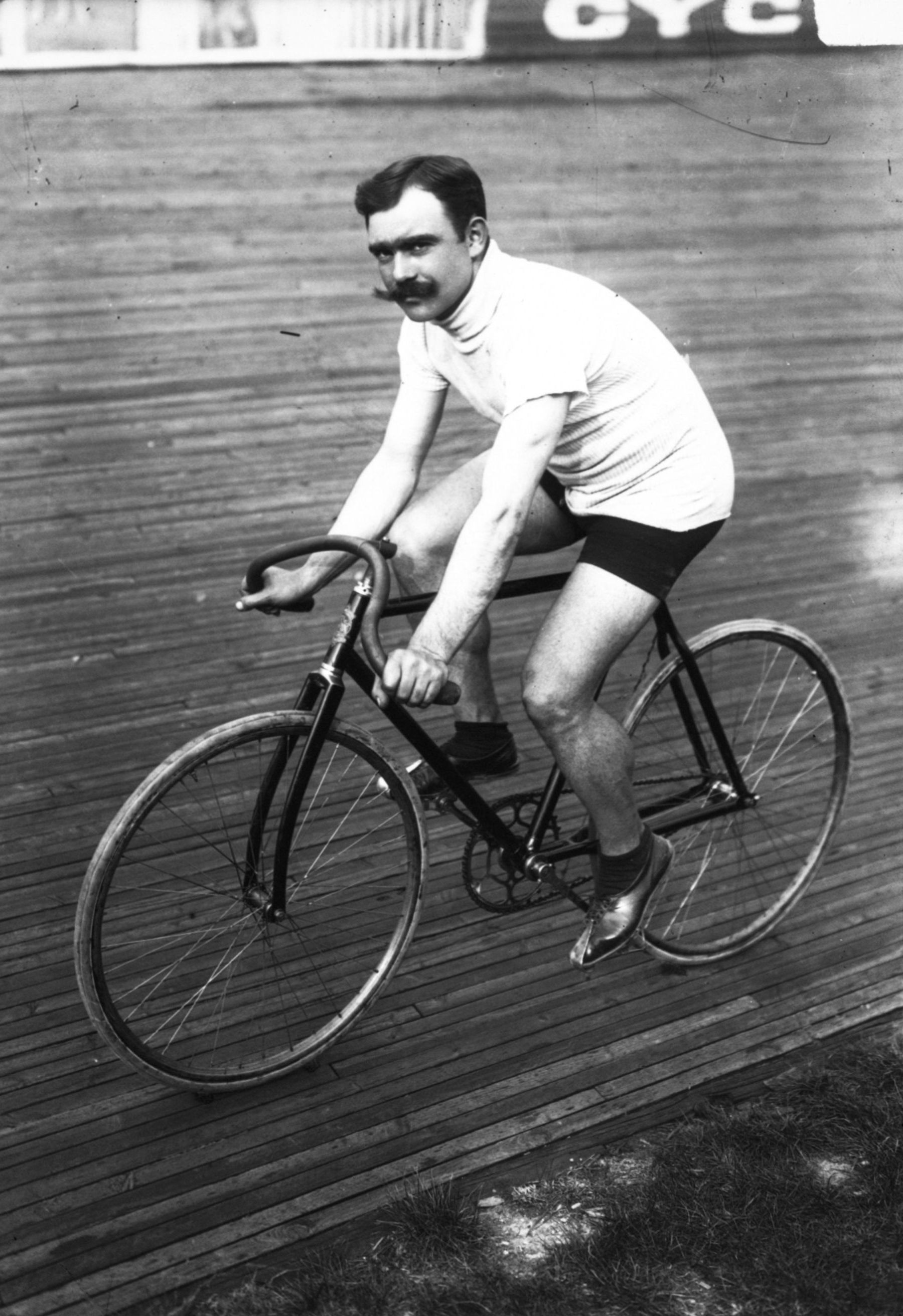
ルイ・トゥルスリエ

ルイ・トゥルスリエ（Louis Trousselier、1881年6月29日 - 1939年4月24日）は、フランス、ルヴァロワ＝ペレ出身の元自転車競技選手。

## 来歴
1902年にプロロードレースとなり、同年のパリ〜レンヌ、トゥールーズ〜リュション〜トゥールーズを制覇。
1905年
- パリ〜ルーベを優勝。
- ツール・ド・フランスでは、第1、3、5、7、9ステージを制し、総合2位のイポリト・オクテュリエに26ポイント差をつけ、第3回のツール・ド・フランス総合優勝者となった。

1906年
- ツール・ド・フランスでは区間4勝を挙げ、総合3位。

1908年
- ボルドー〜パリを制覇。

ツール・ド・フランスでは区間通算13勝を挙げたが、1914年に勃発した第一次世界大戦の影響により、現役を引退することになった。